# Diachasmimorpha longicaudata
Diachasmimorpha longicaudata är en stekelart som först beskrevs av William Harris Ashmead 1905. 
Diachasmimorpha longicaudata ingår i släktet Diachasmimorpha och familjen bracksteklar. Inga underarter finns listade i Catalogue of Life.